# Melissa Ashton
Melissa Ashton (1973) es una deportista australiana que compitió en triatlón. Ganó una medalla de oro en el Campeonato de Oceanía de Triatlón de 2000.

## Palmarés internacional
| Campeonato de Oceanía | Campeonato de Oceanía    | Campeonato de Oceanía | Campeonato de Oceanía |
| Año                   | Lugar                    | Medalla               | Prueba                |
| --------------------- | ------------------------ | --------------------- | --------------------- |
| 2000                  | Gisborne (Nueva Zelanda) | Medalla de oro        | Individual            |